# Ralph Ineson
Ralph Ineson (Leeds, Inglaterra; 15 de diciembre de 1969) es un actor británico, conocido por interpretar a William en La bruja (2015), ópera prima de Robert Eggers, y al general Nikolái Tarakánov en la miniserie Chernóbil (2019).

## Biografía
En la década de 1990, Ineson fue profesor en el York College, donde, entre otras cosas, era entrenador de cricket. Ha actuado como Donald Bamford en la serie Goodnight Sweetheart, como Zack en la telenovela Coronation Street, como Sam Walker en la serie Spooks y más tarde apareció en el séptimo episodio de The Walking Dead como Frank Monk, además de interpretar a Dagmer Cleftjaw en Game of Thrones y al General Nikolai Tarakanov en Chernobyl, ambas series de HBO. Uno de sus papeles más conocidos es el de Chris Finch en la versión británica de The Office.
En cine, apareció en Harry Potter y el misterio del príncipe interpretando al mortífago Amycus Carrow. Luego, repitió su papel en ambas partes de Harry Potter y las Reliquias de la Muerte. También ha participado en The Selfish Giant, Guardianes de la Galaxia y en The Witch.

## Filmografía seleccionada

### Televisión
| Año  | Título                         | Personaje                 | Notas                  |
| ---- | ------------------------------ | ------------------------- | ---------------------- |
| 2008 | New Tricks                     | Detective Hamilton        | Episodio: "Mad Dogs"   |
| 2012 | Game of Thrones                | Dagmer Cleftjaw           | 3 episodios            |
| 2018 | Absentia                       | Adam Radford              | 4 episodios            |
| 2018 | Agatha and the Truth of Murder | Detective Inspector Dicks | Película de televisión |
| 2019 | Chernobyl                      | Nikolai Tarakánov         | 2 episodios            |
| 2022 | Willow                         | Comandante Ballantine     | 3 episodios            |

### Cine
| Año  | Título                                             | Personaje        | Notas |
| ---- | -------------------------------------------------- | ---------------- | ----- |
| 2010 | Harry Potter y las Reliquias de la Muerte: parte 1 | Amycus Carrow    |       |
| 2011 | Harry Potter y las Reliquias de la Muerte: parte 2 | Amycus Carrow    |       |
| 2015 | The Witch                                          | William          |       |
| 2018 | Ready Player One                                   | Rick             |       |
| 2020 | Brahms: The Boy II                                 | Joseph           |       |
| 2021 | Gunpowder Milkshake                                | Jim McAlester    |       |
| 2021 | El caballero verde                                 | The Green Knight |       |
| 2022 | Catherine Called Birdy                             | Golden Tiger     |       |
| 2023 | Misántropo                                         | Dean Possey      |       |
| 2023 | The Creator                                        | General Andrews  |       |
| 2023 | Ritos ocultos                                      | Jocelyn Abney    |       |
| 2024 | Nosferatu                                          | Profesor Sievers |       |
| 2025 | The Fantastic Four: First Steps                    | Galactus         |       |
| 2027 | Avengers: Secret Wars                              | Galactus         |       |